# Олексій Печерський
Олексій, затворник Печерський (13 століття, Київ) — древньоруський православний святий, чернець Печерського монастиря. Преподобний. Подвизався в Антонієвих печерах в Києві. 

## Життєпис
Час життя цього святого, як і всіх Печерських святих, що жили під час монголо-татарської навали, можна датувати досить умовно. Також збереглося досить мало відомостей про його життя. 
Вперше згаданий на карті Ближніх печер 1703 року. У 1795 році на місці його останнього спочинку позначені мощі «преподобного Олексія, що почиває в затворі» (в 1744 році тут помилково вказано «преподобний Максим затворник», а в 1769-1789 рр. «Святий Максим»).
Не виключено, що саме цього подвижника мав на увазі німецький посол Е. Лясота, коли писав у 1594 році про лаврські печери: «Між іншими, яких я бачив, лежать там св. Денис (думаю, що св. Діонісій), св. Олексій і св. Марк».

В акафісті всім Печерським преподобним про нього сказано: 
|  | «Радуйся, Олексіє, бо молитву розумну ти завжди звершував.». |

## Мощі
Мощі святого Олексія були віднайдені після 1675 року, на сьогоднішній день спочивають у Ближніх печерах, неподалік мощей Григорія Іконописця.

## Пам'ять
- 11 жовтня — день пам'яті Собору преподобних отців Києво-Печерських, що спочивають в Ближніх печерах (прп. Антонія).
- 7 травня —  Прп. Олексія, затвірника Печерського, разом з Прп. Савою Печерським.

### Дивіться теж
- Києво-Печерська лавра
- Києво-Печерські святі

## Джерело
- Житіє преподобного отця нашого Олексія Затворника, сайт Києво-Печерської лаври
- Словник персоналій Національного Києво-Печерського історико-культурного заповідника[недоступне посилання з липня 2019] — ресурс використано за дозволом видавця.
- Патерик Києво-Печерський